# Shoshana Zuboff
Shoshana Zuboff est une universitaire, professeure émérite à la Harvard Business School, psycho-sociologue et femme de lettres américaine. Ses écrits portent principalement sur l'économie du numérique, qu'elle appelle désormais "capitalisme de surveillance".

## Biographie

### Études et carrière
Shoshana Zuboff naît en 1951. Elle a obtenu son baccalauréat universitaire (licence) en philosophie de l'université de Chicago et son doctorat (PhD) en psychologie sociale à l'université Harvard.
Elle a rejoint la Harvard Business School en 1981 où elle occupe la chaire Charles Edward Wilson en administration des affaires ; elle est l'une des premières femmes ayant le statut de professeure titulaire à cette faculté. En 2014 et 2015, elle est associée facultaire (Faculty Associate) au Berkman Klein Center for Internet & Society à la Harvard Law School.

### Travaux
Elle a produit plusieurs concepts originaux :
- le capitalisme de surveillance (surveillance capitalism), une forme de capitalisme de l'information qui est caractéristique des sociétés commerciales qui mènent leurs activités principalement grâce à Internet[3],[4],[5],[6],[7],[8] ;
- le pouvoir instrumentaire (instrumentarian power) ;
- la division de l'apprentissage dans la société (division of learning in society) ;
- les économies d'action (economies of action) ;
- les moyens de modification comportementaliste (means of behavior modification) ;
- la civilisation de l'information (information civilization) ;
- le travail via la médiation de l'ordinateur (computer-mediated work) ;
- la dialectique automatisation/information (automate/informate dialectic) ;
- l'abstraction du travail (abstraction of work) ;
- l'individualisation de la consommation (individualization of consumption).

Elle affirme que Google et Facebook sont devenus des « antithèses de la démocratie » (antithetical to democracy). Selon Zuboff, grâce aux assistants personnels, des sociétés comme Google et Amazon recueillent d'immenses quantités de données sur leurs utilisateurs dans le but d'en tirer profit. Les utilisateurs partagent ces informations par facilité, sans en percevoir toute la portée pour leur vie privée.
En 2019, elle est récompensée par le Axel Springer Award pour son courage et sa franchise dans l'analyse des problèmes sociétaux d'une économie basée sur les données personnelles.

## Œuvres
Elle est l'auteure de ces livres :
- (en) In the Age of the Smart Machine : The Future of Work and Power, New York, Basic Books, 1988, 468 p. (ISBN 0-465-03212-5)
- (en) Shashana Zuboff et James Maxmin, The Support Economy : Why Corporations are Failing Individuals and the Next Episode of Capitalism, New York, Viking Press, 2002, 458 p. (ISBN 0-670-88736-6)
- (en) Master Or Slave? : The Fight for the Soul of Our Information Civilization, 2017
- (en) The Age of Surveillance Capitalism : The Fight for a Human Future at the New Frontier of Power, PublicAffairs, 2019, 704 p. (ISBN 978-1-61039-569-4)[12],[13],[14] présente les thèmes qui ont jalonné sa carrière : la révolution numérique, l'évolution du capitalisme, l'apparition de l'individualité psychologique et les conditions du développement humain.
traduit en allemand : (de) Das Zeitalter des Überwachungskapitalismus, Francfort et New York, Campus, 2018, 727 p. (ISBN 978-3-593-50930-3, lire en ligne) (critique (en allemand)).
traduit en français : Shoshana Zuboff (trad. Bee Formentelli et Anne-Sylvie Homassel), L'âge du capitalisme de surveillance, Paris, Zulma, 2020, 720 p. (ISBN 978-2-84304-926-2) (extrait).